# Équipe d'Aruba féminine de football
Cet article traite de l'équipe féminine. Pour l'équipe masculine, voir Équipe d'Aruba de football.
Maillots
L'équipe d'Aruba féminine de football est une sélection des meilleures joueuses arubaises sous l'égide de la Fédération d'Aruba de football.

## Classement FIFA
| Année              | 2006 | 2007 | 2008 | 2009 | 2010 | 2011 | 2012 | 2013 | 2014 | 2015 | 2016 | 2017 | 2018 |
| ------------------ | ---- | ---- | ---- | ---- | ---- | ---- | ---- | ---- | ---- | ---- | ---- | ---- | ---- |
| Classement mondial | 136  | 144  | 117  | 92   | 128  | 136  | 131  | 118  | 131  | 139  | 126  | 119  | 150  |